# Sporophila bouvronides
El semillero de Lesson, espiguero de Lesson (en Perú, Colombia y Ecuador) o bengalí (en Venezuela) (Sporophila bouvronides) es una especie de ave paseriforme de la familia Thraupidae perteneciente al numeroso género Sporophila. Se reproduce en el norte de América del Sur.

## Distribución y hábitat
Es residente reproductivo en el norte de Colombia, de Venezuela, de Guyana, Surinam y Guayana Francesa y en Trinidad y Tobago, y migra como no reproductivo hacia el oeste de la cuenca amazónica de Brasil, este de Ecuador, este de Perú, hasta el norte de Bolivia; registrado como vagante en Panamá.
Esta especie es considerada localmente bastante común en sus hábitats naturales: las áreas arbustivas, pastizales y bordes de bosques, especialmente cerca de agua; cuando migra, en los meses de diciembre a junio, prefiere islas ribereñas. Hasta los 800 m de altitud.

## Descripción
Mide entre 10,5 y 11 cm de longitud. Los machos tienen las partes superiores negras y las inferiores blancas. También tienen blancas las anchas bigoteras, una franja en el obispillo y una mancha en las alas. Sus patas y pico son de color negruzco. Las hembras tienen las partes superiores de color pardo oliváceo y las inferiores de color ante pálido que se aclara más en el vientre, y sus picos son más claros.

## Sistemática

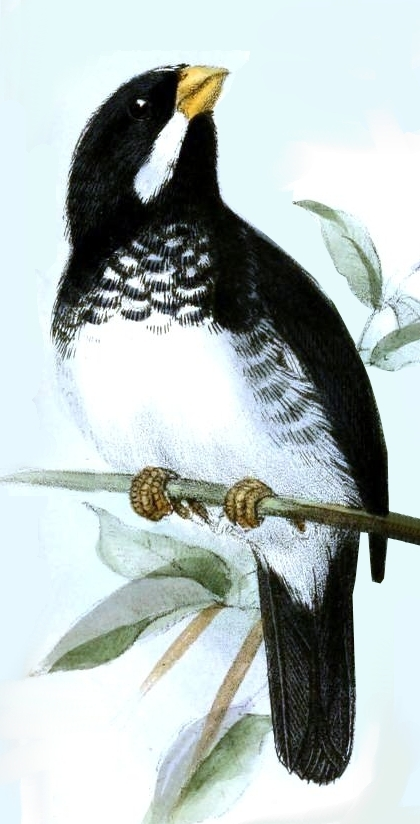
Spermophila ocellata = Sporophila bouvronides, ilustración de Keulemans para The Ibis, 1871.

### Descripción original
La especie S. bouvronides fue descrita por primera vez por el ornitólogo francés René Primevère Lesson en 1831 bajo el nombre científico Pyrrhula bouvronides; no fue dada localidad tipo, se presume: «Trinidad».

### Etimología
El nombre genérico femenino Sporophila es una combinación de las palabras del griego «sporos»: semilla, y  «philos»: amante; y el nombre de la especie «bouvronides» es una combinación del nombre francés  «Bouvreuil bouvron», designación de la especie Sporophila lineola, y de la palabra griega «idēs»:que se parece, semejante.

### Taxonomía
En el pasado ya fue considerada una subespecie de Sporophila lineola. 

### Subespecies
Según la clasificación Clements Checklist/eBird v.2019 se reconocen dos subespecies, con su correspondiente distribución geográfica:
- Sporophila bouvronides bouvronides (Lesson), 1831 – del este de Colombia hasta las Guayanas y Trinidad; migra hacia el sur hasta el sur de la Amazonia brasileña y norte de Bolivia.
- Sporophila bouvronides restricta Todd, 1917 – bajo valle del Magdalena, en Colombia.

La clasificación del Congreso Ornitológico Internacional (IOC) considera a restricta inválida.